# 瑪希拉·罕
瑪希拉·哈菲茲·罕（1982年12月21日—）是巴基斯坦女演員及模特兒，主要出現在巴基斯坦電視連續劇及電影。瑪希拉在2010年演出的電視連續劇《Humsafar》是巴基斯坦史上收視率最高的連續劇，亦使她成為巴國最頂尖的女演員之一。
瑪希拉在南部城市卡拉奇出生。她在17歲時前往美國就讀於南加州大学但在畢業前便返回巴基斯坦。她在成為演員前是影片騎師及模特兒。瑪希拉在2011年首次演出電視喜劇《Neeyat》並在次年擔任電視連續劇《Humsafar》所女主角Khirad Hussain。《Humsafar》大受歡迎亦使巴基斯坦電視連續劇開始在印度流行。她在2014年和寶萊塢巨星沙·魯克·罕合作拍摄了电影《枭雄》。她和前夫育有一子阿茲蘭（Azlaan）。

## 外部連結
- 瑪希拉·罕在互联网电影资料库（IMDb）上的資料（英文）
- 瑪希拉·罕的Instagram帳戶